# Кучеренко Віктор Петрович
Віктор Петрович Кучеренко (4 жовтня 1937, Комишне — 3 травня 1997, Луганськ) — український живописець; член Спілки радянських художників України з 1970 року.

## Біографія
Народився 4 жовтня 1937 року в селі Комишному (нині Щастинський район Луганської області, Україна). 1965 року закінчив Київський художній інститут.
Упродовж 1966—1974 років працював на Київському живописно-скульптурному комбінаті. Мешкав у Києві в будинку на вулиці Тульчинській, № 9А, квартира № 41. З 1974 року — у Ворошиловграді (нині Луганськ). Помер у Луганську 3 травня 1997 року.

## Творчість
Працював у галузі станкового живопису, у реалістичному стилі створював тематичні полотна, портрети, пейзажі, натюрморти. Серед робіт:
- «Дідусь та онука» (1966);
- «Родина» (1967);
- «Біля ріки» (1969);
- «Травневий день» (1969);
- «Сон» (1969);
- «Орля» (1969);
- «Квітучий травень» (1969);
- «Осінь у Седневі» (1969);
- «Пуща-Водиця» (1969);
- «Автопортрет» (1970);
- «Бабуся та онучок» (1970);
- «Говорить Москва» (1971);
- «Молодіжна ланка» (1971).

Брав участь у всеукраїнських митецьких виставках з 1965 року.